# Marek Korona
Marek Korona (ur. ok. 1590, zm. 1651) – polski pisarz i duchowny katolicki, franciszkanin konwentualny. 
Najprawdopodobniej był chłopskiego pochodzenia. W wieku 17 lat wstąpił do zakonu franciszkańskiego. Podróżował po Włoszech, gdzie odbył studia, uwieńczone doktoratem z teologii. Po powrocie przebywał w Krakowie, Wilnie, Lwowie. W latach 1636–1639 był prowincjałem. Do śmierci przebywał na wschodnich kresach Rzeczypospolitej, m.in. w Korcu na Wołyniu. Korona był prekursorem spolszczenia łacińskiej terminologii filozoficznej, wprowadzone w dziele Directorium albo raczej wprowadzenie do pojęcia terminów elementów logicznych i filozoficznych (wydane 1639). Inne dzieło Korony to Rozmowa theologa katolickiego z rabinem żydowskim przy arianinie nieprawym chrześcijaninie, wydane w 1645 roku.